# Stazione di Pioltello-Limito
La stazione di Pioltello-Limito è una stazione ferroviaria posta sul tronco comune alle linee Milano-Bergamo e Milano-Venezia nel comune di Pioltello, nella frazione di Limito.

## Storia
La stazione, in origine denominata "Limito", fu attivata nel 1846 insieme alla tratta Milano-Treviglio; l'intera linea fino a Venezia (nota all'epoca come "Ferdinandea") fu completata nel 1857.
Il 28 novembre 1893, l'impianto fu teatro di un disastro ferroviario, dove un treno passeggeri si scontrò con un treno merci in manovra, provocando la morte di oltre quaranta persone.
Il 10 dicembre 1908 la denominazione dell'impianto venne mutata in "Pioltello-Limito".
Il 5 maggio 2003 fu aperto al servizio passeggeri il quadruplicamento della Milano-Venezia tra Milano Lambrate e Pioltello, seguito dal tratto fino a Treviglio il 10 giugno 2007. Pioltello-Limito divenne capolinea della linea S5 del servizio ferroviario suburbano di Milano il 13 dicembre 2009, oltre a essere raggiunta dalla S6 diretta a Treviglio. Essendo diventata punto di interscambio fra i treni suburbani e quelli regionali, la stazione fu ampliata e fu elevato un nuovo fabbricato viaggiatori a fianco di quello originario, che risaliva all'epoca di costruzione della linea. La nuova struttura fu attivata il 22 maggio 2011.
Il 25 gennaio 2018 si verificò un altro incidente mortale, quando un treno regionale Cremona-Milano Porta Garibaldi deragliò in uscita dalla stazione, a causa di un cedimento della rotaia oppure della rottura di un carrello di una carrozza. Ci furono tre morti e quarantasei feriti, di cui cinque gravi.

## Strutture e impianti
La stazione è fornita di due fabbricati viaggiatori: uno più piccolo, risalente all'epoca di costruzione della linea, nel tipico stile della ferrovia Ferdinandea; il secondo più ampio, costruito in stile moderno, inaugurato nel 2011.
Il piazzale ferroviario è dotato di cinque binari: i quattro di corsa delle due linee ferroviarie, serviti da tre marciapiedi collegati tra loro da un sottopassaggio, e un quinto tronco, presente lato Milano, utilizzato per le corse limitate a Pioltello delle linee suburbane S5 e S6.

## Movimento
La stazione è servita dai convogli del servizio ferroviario suburbano di Milano delle linee S5 (Varese-Treviglio) e S6 (Novara-Pioltello/Treviglio), ciascuna con cadenza semioraria che garantisce una frequenza di quindici minuti per Milano. La maggior parte delle corse della S6 termina a Pioltello, proseguendo in direzione di Treviglio solo nelle ore di punta del mattino e della sera dei giorni feriali.
È inoltre servita dai treni regionali Milano Greco Pirelli-Brescia e dai RegioExpress Milano Centrale-Verona Porta Nuova e Milano Centrale-Bergamo.

## Servizi
La stazione è dotata di un bar, un'edicola e un ufficio postale.